# Vicente Amigo
Vicente Amigo Girol (Guadalcanal, 25 marzo 1967) è un chitarrista spagnolo di flamenco. È uno dei più acclamati chitarristi di flamenco viventi.

## Biografia
Nasce a Guadalcanal (Sevilla), ma cresce e vive in Cordoba, dove all'età di otto anni gli regalano la sua prima chitarra. Mosse i primi passi con i chitarristi locali “el Tomate” ed “el Merengue”, ma fu accanto a Manolo Sanlúcar, con il quale ha studiato e ha lavorato per anni, che il suo nome ha cominciato ad essere conosciuto. 
Nel 1988 ha deciso di lanciarsi nella carriera solista, appare al Festival Nacional del Cante de las Minas de la Unión, vincendo il primo premio nella sezione chitarra. Poco dopo ha vinto il Concurso Internacional de Extremadura. La sua consacrazione come chitarrista flamenco di primo piano la ottiene nel maggio 1989 vincendo all'unanimità, il Premio Ramón Montoya, di chitarra da concerto al XII Concurso Nacional de Arte Flamenco de Córdoba. 
Fin dal suo primo album "De Mi Corazón Al Aire" nel 1991, riconosciuto con i premi "Icaro" e "Critical Eye", ai due seguenti “Vivencias Imaginadas” 1995 e “Poeta” 1997, i premi si sono succeduti, così come le offerte di collaborazione con musicisti quali John Mc Laughlin, David Bowie, Stanley Jordan, Al Di Meola, Keith Richards, Bob Dylan, Milton Nascimento, Joao Bosco, Phil Manzanera, Paco de Lucía, Camarón de la Isla, e molti altri. Nel 1991 si è esibito al Festival Internazionale “Leyendas de la Guitarra” di Siviglia, condividendo il palco con Bob Dylan, Keith Richards, Paco de Lucia, Phil Manzanera, Joe Cocker, Jack Bruce e Richard Thompson. 
In quegli anni, tra i suoi spettacoli più importanti sono le apparizioni al festival di Parigi, Cordoba e Navarra, al Festival Internazionale di Barcellona, tournée in Giappone, Francia, Italia, Portogallo, la Bienal de Arte Flamenco de Siviglia e molti altri. 

## Discografia
1. De mi corazón al aire (1991)
2. Vivencias Imaginadas (1995)
3. Poeta (1997)
4. Ciudad de las Ideas (2000)
5. Ciudad de las Ideas - en concierto desde Córdoba (Live DVD) (2004)
6. Un Momento en el Sonido (2005)
7. Paseo De Gracia (2009)
8. "Vivencias" La Obra Completa de un Genio (2010)
9. Tierra (2013)
10. Memoria de los sentidos (2017)
11. Andenes Del Tiempo (2024)